# Homosexualidad e hinduismo

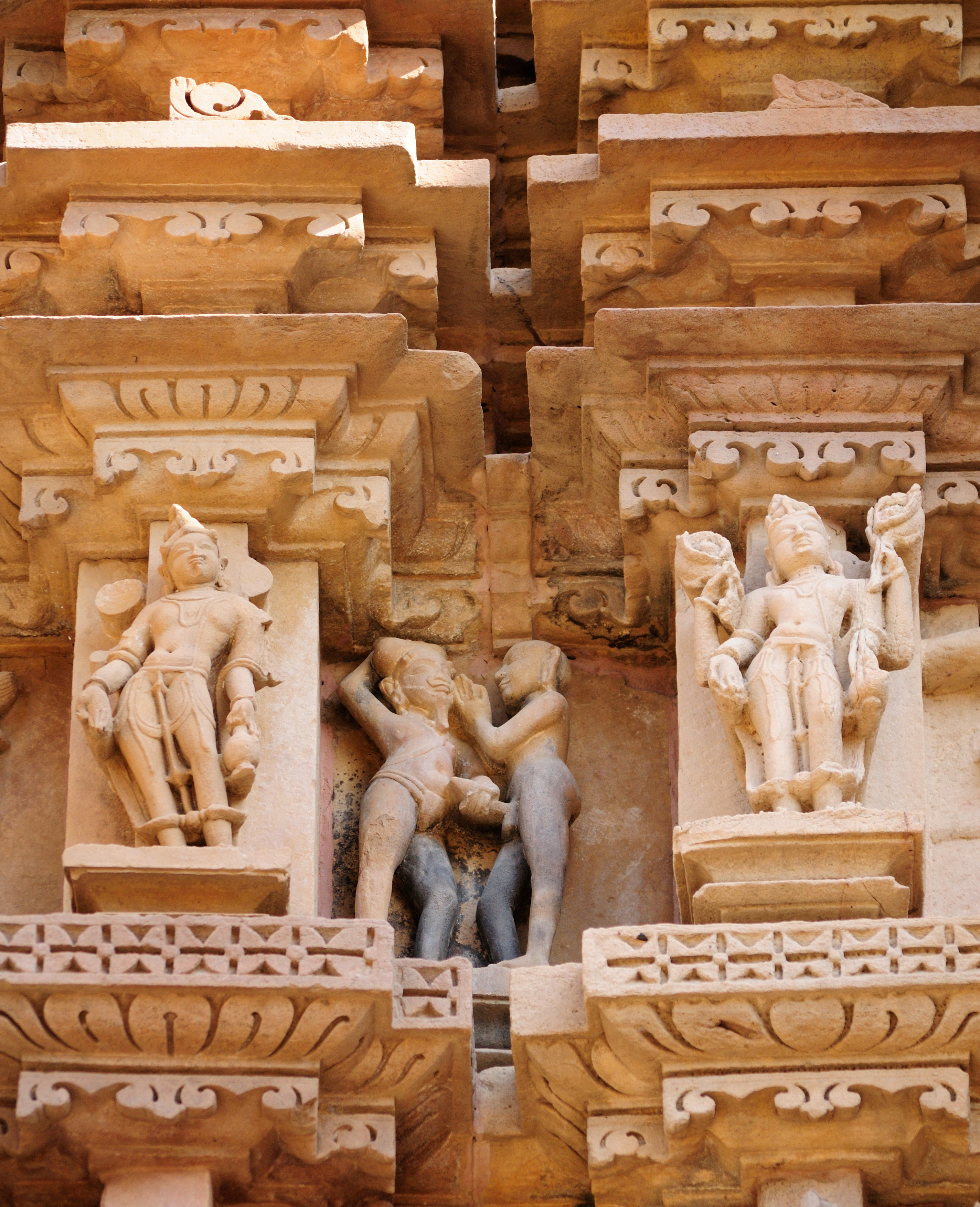
Monje masturbando a un laico que le saluda, en una escultura del templo Kandariya Mahadeva en Khajuraho, Madhya Pradesh.

La relación de la homosexualidad y el hinduismo es compleja y no exenta de contradicciones. Por una parte en ningún texto religioso hay una condena expresa, y prácticas homosexuales están presentes en algún texto como el Kama-sutra y en la tradición existen numerosas esculturas y pinturas que la representan. Por otra parte, la práctica de la homosexualidad hasta fines del siglo XX era delito en la India, el principal país hinduista. El artículo 377 del código penal de la India que ya no permanece vigente desde el periodo colonial británico, a pesar de haber sido declarado inconstitucional en 2009 por la Corte Suprema de Delhi (que no es la Corte Suprema de la India), afirma que:

Quien, voluntariamente, tenga un contacto carnal contra el orden de la naturaleza con un hombre, una mujer o un animal, será castigado con la prisión de por vida, o por un periodo que puede llegar a diez años, y deberá pagar una multa.

En la tradición religiosa hinduista no se ve una condena clara de las relaciones homosexuales, al menos hasta el siglo XIX, cuando se evidencia la influencia cultural británica (que había invadido la India dos siglos antes). Después, algunos hacen una interpretación condenatoria hacia la homosexualidad de algunos de los relatos de los antiguos textos, pero otros interpretan esos mismos textos en otro sentido y además constatan que en los tratados sobre sexualidad el tema está ilustrado con claridad y sin censura. En el Kama-sutra se describe tanto la lesbianidad como la homosexualidad masculina (con especial detalle de la práctica del sexo oral entre varones).

## El tercer sexo hinduista
Algunas doctrinas hinduistas tienen el concepto del tercer sexo (tritiya-prakriti, literalmente: ‘tercera naturaleza’) en el que se creen mezcladas las naturalezas masculina y femenina. Esta categoría incluye a un amplio espectro de personas tales como intersexuales, transexuales, homosexuales y bisexuales.
En la tradición hinduista estas personas no son consideradas totalmente masculinas o femeninas, sino una combinación de ambas en distintas proporciones. Se considera que se pertenece al tercer sexo por naturaleza, desde el nacimiento, y no se espera que se comporten como los varones y las mujeres corrientes. En el hinduismo se considera a la creación universal dotada con una diversidad ilimitada y reconoce en el tercer sexo simplemente un aspecto más de esta diversidad.
Las personas del tercer sexo viven en sus propios barrios y forman sus propios grupos, como los hijra [jíshra], los aravani o los jogappa [shogápa]. En la sociedad hinduista, tan consciente de la casta, tienen que desempeñar determinadas profesiones tales como vendedores de flores, masajistas, peluqueros, etc. tradicionalmente se les atribuye un estatus sagrado. Se cree que su participación en las ceremonias religiosas y familiares trae bendición y buena suerte. Es frecuente que participen bailando travestidos en las bodas o se consagren en determinados templos dedicados a algunas deidades. Algunos hinduistas creen que las personas del tercer sexo tienen el poder no solo de bendecir sino también de maldecir a los demás.

## Relatos épicos tradicionales

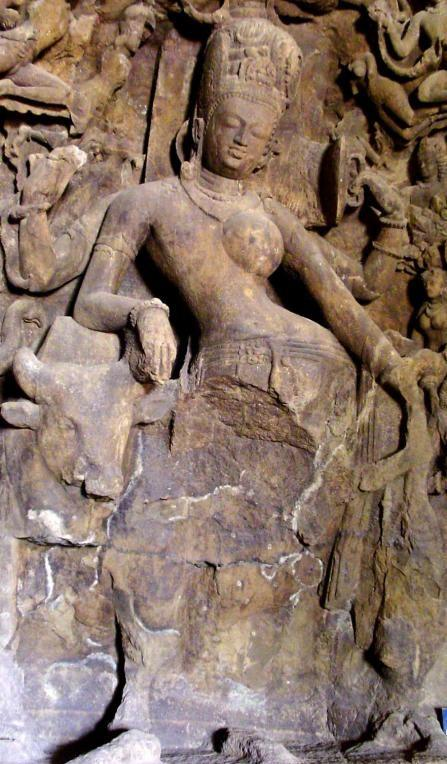
El dios Shiva en su encarnación hermafrodita, Ardha Naríswara. Escultura en las grutas de Elefanta.

En la narrativa épica tradicional hinduista, se entremezclan las vidas de los dioses, reyes y héroes. En estas historias hay tanto dioses como mortales que cambian de sexo.
Y algunas veces practican el sexo de acuerdo a este género opuesto que han adoptado.
Los homosexuales y transexuales hinduistas comúnmente se identifican y adoran a estas deidades asociados con la diversidad sexual, tales como:
- Ardha Nari Ísvara, la forma de Shiva que tiene una naturaleza doble, masculina y femenina.
- Aravan (un héroe con el que el varonil dios Krisna se casó tras convertirse en mujer).
- Ayyappa, un dios nacido de la unión de Shiva y Mojini, una encarnación femenina de Visnú.
- Bajuchara, una diosa conectada con la transexualidad y los eunucos.
- Bhagavati, una diosa asociada al travestismo.
- Bhaguirata, un rey nacido de dos mujeres.
- Chaitania (1486-1534), santón bengalí que decía ser una encarnación dual del varonil dios Krisna con los sentimientos femeninos de su amante, la pastorcilla Radha.
- Gadadhara, compañero de Chaitania, una encarnación masculina de la diosa Radha.
- Chandi-Chamunda, diosas guerreras gemelas.
- Ganesha, el dios con cabeza de elefante.
- Gangamma, una diosa que frecuentemente se disfraza y traviste.
- Jari-Jara, Shiva y Visnú combinados.
- Kartikeia, bisexual varonil, dios de la guerra.
- Vállabha Vardhana
- Yellamma y otros más.[13]

Existen festivales especiales para la adoración de las deidades en sus variantes de género, algunas son famosas en la India por sus participantes travestidos y por sus matices homosexuales. Entre estos festivales están el de Araván (en Tamil Nadú), el de Ayyappa y Chamaya-Villaku (en Kerala), el de Bajuchara Mata (en Guyarat y el de Ielama (en Karnataka), entre otros.

### Majabhárata
En el Majabhárata el héroe Aryuna, para librarse de una maldición, hace una «promesa de castidad» consistente en vivir sin sexo adoptando el papel de alguien del tercer sexo durante todo un año:

Oh señor, de la Tierra, me declararé como uno del sexo neutro. Oh monarca, realmente es difícil esconder las señales del arco en mis brazos. Sin embargo cubriré mis brazos cicatrizados con brazaletes. Llevaré brillantes aros en mis orejas y pulseras de caracola y dejaré que cuelguen coletas de mi cabeza. Oh rey, me asemejaré al tercer sexo, y mi nombre será Brihannala.
Aryuna, personaje del Majabhárata

Otro notable personaje es Sikhandi (‘cabeza-huevos’) que nació niña pero se crio como un varón. El padre de Sikhandi, el rey Drupada, le había rogado al dios Majadeva (Shiva) por un hijo varón, a lo que Mahadeva le replicó: «Tendrás un hijo que será hembra y varón. Desiste, oh rey: no será de otra manera». Cuando Sikhandi llegó a la edad del matrimonio y tomó esposa ―de la que el Majabhárata no indica el nombre―, la joven descubre que su esposo tiene genitales femeninos: es otra mujer. Entonces la joven esposa recurre a su padre. Huyendo del furioso suegro, Sikhandi se encuentra en el bosque con un iaksa (un espíritu masculino de la naturaleza), y se ponen de acuerdo para intercambiar sus sexos. Entonces, con su nuevo cuerpo, Sikhandi le muestra a su suegro que es un hombre, pero este desconfía y le hace probar su hombría obsequiándole varias niñas prepúberes de gran belleza, que atestiguan que es «un macho de gran potencia». Así Sikhandi se convierte en un hábil y famoso guerrero que desempeña un papel crucial en la guerra.

### Ramaiana
En algunas versiones del Krittivasa Ramaiana, el texto bengalí más popular de las aventuras de Ramachandra (una encarnación de Visnú), hay un interesante relato de dos reinas que concibieron un hijo juntas. Cuando murió el más famoso rey de la dinastía solar, Majarash Dilipa, los semidioses se dieron cuenta de que no había tenido un hijo varón que continuara su línea sucesoria. Entonces Shiva se apareció a las dos viudas del rey y les ordenó: «Haced el amor juntas y con mi bendición engendraréis un hermoso hijo».
Las dos esposas, que se tenían gran afecto, cumplieron la orden de Shiva y una de ellas se quedó embarazada. Sin embargo el niño nació sin huesos, pero por medio de la bendición de un sabio, Astavakra (‘ocho articulaciones’, cojo), el niño recobró la salud por completo para continuar la dinastía. Astavakra nombró al niño Bhagiratha, ‘el que nació de dos vulvas (bhaga)’. Bhagiratha más tarde se convertiría en uno de los más famosos reyes de la India y al que se recompensó su austeridad con la bajada del río Ganges a la Tierra.

## Textos sagrados
Los hinduistas tienen varios libros sagrados en los que basan sus normas de conducta y moral. Como en otras religiones hay diferentes interpretaciones sobre el significado de los distintos textos. Los Vedas —de mediados del II milenio a. C. aproximadamente, considerados los pilares del hinduismo— no hacen referencia explícita de la homosexualidad.
En cambio sí se menciona a personas del tercer género (tritiya-prakriti, no completamente hombres o mujeres), en algunos textos hinduistas más modernos como los Puranas (escritos entre el siglo I y el siglo XI) pero sin calificarlos. En general se los describe como hombres afeminados, a menudo cobardes, y que no tienen deseo por las mujeres. Algunos lectores modernos han establecido paralelismos entre esto y los modernos estereotipos de lesbianas, gays, bisexuals y transexuales.
Las historiadoras Ruth Vanita y Saleem Kidwai, en su libro, Same-Sex Love in India: Readings from Literature and History, hicieron la primera recopilación de menciones LGBT en los escritos indios, tanto de la antigüedad como de la era moderna. En el análisis del ensayo que los acompaña muestran que los comentarios y debates sobre el deseo homosexual que se hacían desde los tiempos más antiguos suelen tener un rango de tonos variado que va desde el crítico, al neutro, al jocoso y al celebratorio.
El historiador Devdutt Pattanaik resume el lugar de la homosexualidad en la literatura hinduista de la siguiente manera: «No siendo parte de lo establecido, su existencia era conocida aunque no aprobada».
Otros indólogos aseguran que la homosexualidad no era aprobada por los brahmanes pero sí por las castas inferiores.
El escritor krisnaísta Amara Das Wilhelm demuestra en su libro, Tritiya-Prakriti: People of the Third Sex, que las expresiones que se utilizaban para calificar a los homosexuales y transexuales eran mucho más positivas en la antigüedad que en la India actual: «Las enseñanzas védicas antiguas hacían hincapié en la vida familiar responsable y el ascetismo, pero también toleraban los diferentes tipos de sexualidad existentes en la sociedad».

### Bhagavata-puran
Un pequeño texto del Bhagavata-purana es el principal punto de polémica entre detractores y defensores de la homosexualidad. En él se narra cómo el dios creador Brahmá creó hijos e hijas a partir de cada parte de su cuerpo. Desde sus nalgas creó un grupo de demonios varones muy libidinosos que lo persiguen para copular con él. Su petición primero divierte, pero después encoleriza y hasta atemoriza a Brahmá, que huye de ellos. Él recurre al dios Paramatma (Visnú), quien le aconseja abandonar ese cuerpo, ya que está contaminado por la mirada homosexual de sus incestuosos hijos.
Los detractores a la homosexualidad interpretan este relato como una condena a la homosexualidad, mientras que los defensores consideran que la enseñanza de este relato no es una condena de la homosexualidad sino del incesto (ya que los demonios eran hijos de Brahmá).

### Leyes de Manu
El Manu Smriti, un código legislativo hinduista, probablemente recopilado entre el 200 a. C. y el 200 d. C., establece castigos únicamente en ciertos casos concretos de homosexualidad masculina y femenina. Por ejemplo si una stri (mujer adulta) es encontrada teniendo relaciones sexuales con una kania (muchacha soltera) «inmediatamente se le afeitará la cabeza o se le cortarán dos dedos, y se la exhibirá sobre un burro».
Si dos kania mantienen relaciones sexuales, cada una «será multada con doscientas panas o pagar el doble de su dote, y recibirán diez golpes de vara».
Ruth Vanita afirma en la introducción de su libro Love’s Rite que la preocupación aquí no es el género de la pareja sino la pérdida de la virginidad, ya que no se establece ningún tipo de castigo para las relaciones sexuales entre mujeres que no sean vírgenes. El mismo castigo de cortar dos dedos es el que se aplica para los hombres que tienen relaciones sexuales con chicas no casadas.
Para los varones de la casta brahmán (sacerdotes, que representan menos que el 1 % de la población total), causar heridas a otro sacerdote, oler vino u otras cosas que no deben ser olidas, la criminalidad y la unión sexual con otro hombre era una causa tradicional de pérdida de su casta.
En el mismo capítulo se marca la expiación con un baño ritual: «Un duiya (‘nacido dos veces’), que haya tenido relaciones sexuales con una mujer sobre un carro tirado por bueyes, dentro del agua o a la luz del día, o que haya tenido relaciones sexuales con otro hombre, se deberá bañar con las ropas puestas».
Hay que destacar otra vez, que la prohibición es específica para los brahmanes, y que en el Manu Smriti no hay mención alguna de castigo de las prácticas homosexuales para el resto de las castas (el 99 % de la población).
La mayoría de los asuntos sexuales que se tratan en este código son de naturaleza heterosexual, y los castigos que se establecen para las transgresiones son frecuentemente más severos que los anteriores. Por ejemplo, un hombre que no sea brahmán será condenado a la pena de muerte por adulterio (sangrajana).
El Manu Smriti también apunta el origen biológico del tercer género: «Un niño varón es producido por una gran cantidad de semilla masculina, una niña por la prevalencia de la femenina; y si ambas son equivalentes, un niño del tercer sexo (napumsaka: ‘no varón’), o si se iban a producir gemelos niño y niña pero son débiles y de cantidad insuficiente, resultado de un fallo en la concepción».

### Narada-smriti
El Narada-smriti, otro código legal hinduista escrito alrededor del 400 a. C., prohíbe el matrimonio con mujeres, entre otros, a los homosexuales mukhe-bhaga (‘boca-vagina’): hombres que practican sexo oral con otros hombres): «Estos cuatro (irsyaka, sevyaka, vataretas y mukhebhaga) son completamente rechazados como inválidos para el matrimonio, incluso con mujeres que hayan sido violadas». (NS 1.12.15)
El Narada-smriti además establece catorce tipos diferentes de panda u hombres que son impotentes con las mujeres. La explicación a los términos utilizados en este listado la encontramos en el Sushruta-samhita, la obra de medicina en sánscrito más antigua que se conoce, datado al menos en el 600 a. C., menciona la existencia de al menos dos tipos diferentes de hombres homosexuales (kumbhika: hombres que adoptan el papel pasivo en el sexo anal; y asekia: hombres que engullen el semen de otros hombres) así como transexuales (sandha: hombres con las cualidades, el comportamiento y la voz de una mujer). Además afirma que los hombres que se comportan como mujeres, o las mujeres que se comportan como hombres, están determinados así desde el momento de su concepción (SS 3.2.42-43).
El Sushruta Samhita también menciona la posibilidad de que dos mujeres se unan y resulten preñadas como resultado de la mezcla de sus fluidos sexuales. Y afirma que el hijo así concebido nacerá sin huesos (como el mito de BhagiRatha descrito en el Ramaiana).
Varios textos tienen listas de hombres inválidos para las mujeres (conocidos en sánscrito como sandha, kliba, napumsaka, y panda) similares al del Narada-smriti. Por ejemplo el diccionario sánscrito Sabda-kalpa-druma da una lista de doce, al igual que hace el Kamatantra y Smriti-Ratnavali de Vachaspati (siglo XIV). En estos listados se mencionan entre otros a los transexuales (sandha), los intersexuales (nisarga), y los tres tipos de homosexuales (mukhebhaga, kumbhika y asekya). Estos textos demuestran que los términos de tercer sexo realmente se refieren a muchas clases diferentes de hombres y que la traducción simplista que se usó antaño de «eunucos» o «neutros» no se ajusta a la realidad descrita y es totalmente incorrecta.

### En el Kamasutra
El Kamasutra es un antiguo libro que trata sobre el kama (deseo), en múltiples sentidos, que en el pensamiento hinduista es uno de los cuatro objetivos normales de la vida. El Káma-sutra es la obra más antigua y más importante de la tradición kamashastra, manuales para alcanzar el gozo y la realización personal, de la literatura sánscrita. Fue recopilado por el filósofo Vatsiaiana alrededor del siglo IV, de textos anteriores, y en él también se describen prácticas homosexuales en muchas de sus partes, entre una amplia variedad de formas de sexo.
Se describen las técnicas que deben usar los tipos masculino y femenino del tercer sexo (tritiya-prakriti), además de las mujeres, para practicar la felación.
La segunda parte, capítulo noveno, específicamente describe los dos tipos de lo que hoy se llamarían homosexuales, el de aspecto afeminado y el masculino. En las traducciones de la época victoriana aparecen erróneamente como «eunucos».
El capítulo describe sus apariencias, el tipo afeminado viste como las mujeres mientras que el masculino mantiene su físico musculado y se deja barbas cortas, bigotes, etc. Así mismo enumera las profesiones a las que solían dedicarse como masajistas, barberos o la prostitución. Se sabía que los homosexuales se casaban entre ellos, según el Kama Sutra: «Hay también personas del tercer sexo, a veces con mucho cariño y fidelidad, que se casan entre ellos» (Kama Sutra 2.9.36). En el Jayamangala de Yashodhara, un destacado texto del siglo XII que comenta el Kama Sutra, se afirma: «Las personas con esta clase de inclinación [homosexual], que renuncian voluntariamente a las mujeres, pueden estar sin ellas porque se aman los unos a los otros, se casan entre ellos, unidos por una profunda y fiel amistad».
Tras describir la felación practicada por los hombres del tercer sexo, el Kama-sutra describe su práctica entre hombres y mujeres, y menciona que entre ellos está generalmente denostada, especialmente entre los brahmanes (Kamasutra, 2.9.37).
El Kama-sutra también alude a las svairini (lesbianas), de las que dice que son «mujeres independientes que frecuentan a las de su misma clase o a las demás» (2.8.26) — o, en otro pasaje: «mujeres liberadas, o svairini, son las que rechazan tener un marido y tienen relaciones en su propio hogar u otras casas» (6.6.50). También en el Jayamangala se explica: «Una mujer conocida por su independencia, sin impedimentos sexuales y que actúa como ella desea, se llama svairini. Ella hace el amor con las de su propia clase. Ella acaricia a su compañera en el punto de unión, mientras la besa».
Se describen variadas prácticas lésbicas con detalle en la segunda parte del Kama Sutra, en el capítulo octavo.
Entre las afirmaciones y consejos sobre sexualidad se dice:

En todo lo que concierne al amor, cada uno debe actuar de acuerdo con las costumbres del propio país y con las propias inclinaciones.
Kama Sutra, cap. 9

## Sectas del tercer sexo en el hinduismo moderno
Se estima que hay medio millón de miembros del tercer sexo travestidos, transexuales u homosexuales, en la India actual, asociados a varias sectas, templos y deidades hinduistas.
Aunque se los llame «eunucos», a la mayoría de estas personas (91 %) no se les ha practicado la castración ni la vaginoplastia aunque se consideren transexuales.
Los distintos grupos se crean en torno al culto de diferentes dioses hinduistas. A continuación se enumeran los principales grupos.

### Aravani o Ali
La más numerosa de las sectas de tercer sexo, se estima unos 150 000 miembros, es la aravani o ali, de Tamil Nadu (en el sur de la India). Las aravanis son típicamente transexuales u homosexuales afeminados y su festival principal, el popular Koovagam o Festival Aravan, se celebra a finales de abril principios de mayo. Las aravani adoran al dios Aravan, y no practican ningún tipo de castración.
El carné de identidad es obligatorio en la India y entre los datos está el sexo. En 2008 solo en Tamil Nadú más de 40 000  aravanis han conseguido que se les ponga una T ―de third gender (‘tercer género’)― en lugar de las letras de varón y mujer, gracias a la intervención del ministro y ginecólogo Poongothai Aladi Aruna.

### Jishra

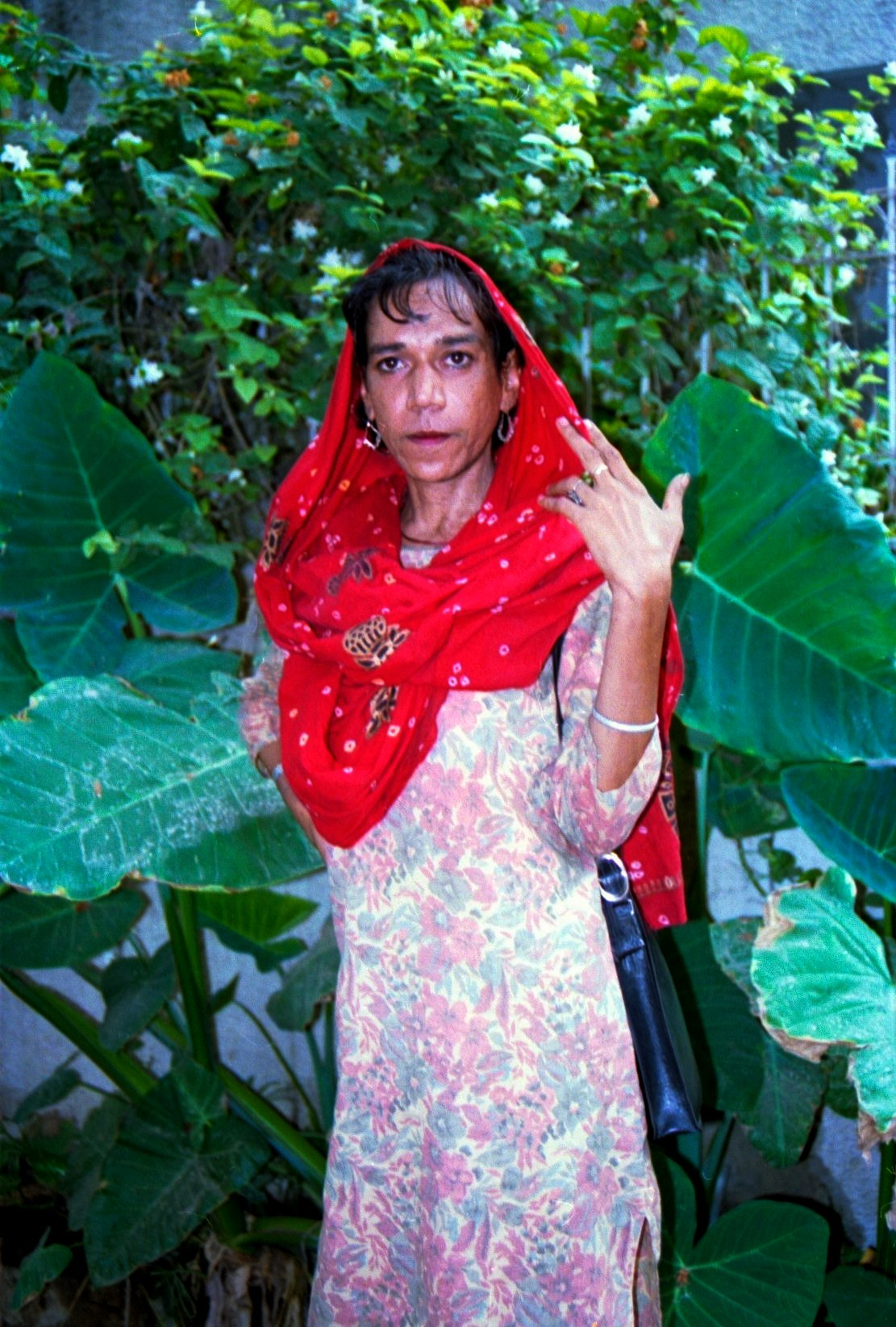
Jishra en Nueva Delhi.

Quizás el grupo más conocido del tercer género en la India sea el de las hijras (pronunciado jishra). Las jisras son la única secta que practican la castración, una costumbre que apareció durante el dominio musulmán alrededor del siglo X, ya que mayoría de los hinduistas no consideran la castración una tradición hinduista. Se estima que hay alrededor de 50 000 jisra en el norte de la India y son conocidas por vestir ropa femenina. Tras muchos años de estudio, en 1999 la escritora india Serena Nanda escribió un libro sobre ellas: Ni hombre ni mujer: las hijras de la India, en el que afirma:

Existe la creencia generalizada en la India de que las hijras nacen hermafroditas (intersexuales) y que la comunidad hijra se las lleva desde el nacimiento o en la niñez, pero no he encontrado ninguna prueba que sustente esta creencia entre las hijras que he conocido. Todas ellas se unieron a la comunidad voluntariamente, generalmente en la adolescencia.
Serena Nanda

Nanda también afirma: «No hay ninguna duda de que algunas hijras (quizás incluso la mayoría) se dedican a la prostitución homosexual. En el estudio de Sinha sobre las hijras (1967) de Lucknow, admite el papel de las hijra como artistas, pero cree que la mayor motivación para ingresar en la comunidad hijra es para poder satisfacer los impulsos homosexuales».
Las jishras adoran especialmente a Bajuchara Devi, la diosa patrona de la castración y la transexualidad.

### Yogapa
La secta del tercer género menos conocida de la India son las yogapa del Sur (Karnataka y Andhra Pradesh), incluye tanto transexuales de hombre a mujer como homosexuales de todo tipo. Las yogappa rinden culto a Ielama Devi, una popular personificación de la diosa Durga. Sirven en los templos como bailarinas y como prostitutos masculinos. Generalmente comparten el templo con las devadasis (mujeres sirvientes de la diosa que también bailan y también practican la prostitución sagrada). En los grandes festivales que se celebran en estos templos, cientos de devadasis ligeras de ropa y yogappas travestidas bailan en desfile en comitiva por las calles. Las yogappa no practican la castración.

### Sakhi-bekhi
Los sakhi-bekhis están extendidos predominantemente en Bengala, Orissa y Uttar Pradesh aunque su número ha disminuido en los últimos años. Los miembros de la secta se visten como mujeres para reforzar su identidad como sakhis o novias del dios Krisna y para alcanzar la apreciada emoción espiritual conocida como sakhi-bhava. Estos hombres no son siempre transexuales, pero en muchos casos sí. En los últimos tiempos la secta sakhi-bekhi fue condenada como sahajiya (no auténtica) cuando se descubrió que algunos miembros empezaron a mostrar sus sentimientos amorosos por Krisna por medio de relaciones sexuales con chuda-dharis (hombres disfrazados de Krisna y con una corona con plumas de pavo real). Actualmente la mayoría de los sakhi-bekhis se travisten en privado y son menos llamativos. Generalmente adoran a Radha, la consorte de Krisna, aunque algunos también adoran a Chaitania (la encarnación de Radha y Krisna combinados) y se les conoce como gauranga-nagaris. Tampoco este grupo practica la castración.

## Arte religioso
Es frecuente en las fachadas de los templos hinduistas la presencia de relieves y esculturas representando actos sexuales. Entre estas representaciones también aparecen escenas de sexo homosexual. El significado de estas representaciones no está claro y es aún discutido. Hay muchos ejemplos en los templos medievales, de los que se citarán algunos:
- Un grupo orgiástico de tres mujeres y un hombre, en el muro sur del templo Kandariya Mahadeva, en Khajuraho. Una de las mujeres está acariciando a la otra.
- Un grupo similar, también en el muro sur de este templo, muestra una mujer cabeza abajo dando la cara al espectador involucrada en un contacto sexual con una persona que da la espalda al público, por lo que su sexo no se puede determinar, y es sostenida por dos mujeres a sus lados, a una de las cuales acaricia el pubis.
- Un relieve de dos mujeres abrazándose en otro templo de Khajuraho.
- En el templo Visvanatha (también de Khajuraho), existe una estatua de un monje masturbando a un laico mientras este le saluda.
- En el templo de Lakshmana (954) aparece un relieve de un hombre recibiendo una felación de otro hombre sentado en otra escena orgiástica.
- En un templo de Chhapri del siglo XII hay un relieve de un monje le hace una felación a un visitante de alcurnia.
- En el templo de Shiva en Ambernath, construido en 1060, un relieve muy erosionado sugiere un encuentro erótico entre dos mujeres.
- En el templo Rajarani en Bhubaneshwar (Orissa), datado entre el siglo X y XI, una escultura representa a dos mujeres practicando el sexo oral.
- En un templo de Shiva en Bagali (Karnataka), bajo el sikhara hay una escultura en que aparentemente dos hombres se realizan sexo oral.
- En Padhavli (cerca de Gwalior) un templo en ruinas del siglo X muestra un hombre en un grupo orgiástico que recibe una felación de otro hombre.
- Una escultura de arenisca de tamaño real del siglo XI proveniente de Orissa, actualmente en poder del Museo de Arte de Seattle (EE. UU.), muestra a Kamadev, dios del amor, disparando una de sus flechas a dos mujeres que se están abrazando.